# 1385年
| 千纪： | 2千纪 |
| 世纪： | 13世纪 \| 14世纪 \| 15世纪                                                                                 |
| 年代： | 1350年代 \| 1360年代 \| 1370年代 \| 1380年代 \| 1390年代 \| 1400年代 \| 1410年代                           |
| 年份： | 1380年 \| 1381年 \| 1382年 \| 1383年 \| 1384年 \| 1385年 \| 1386年 \| 1387年 \| 1388年 \| 1389年 \| 1390年 |
| 纪年： | 乙丑年（牛年）；明洪武十八年；北元天元七年；越南昌符九年；日本南朝元中二年，北朝至德二年                   |

## 大事记
- 8月14日——阿勒祖巴洛特戰役，葡萄牙和阿爾加維國王若昂一世殲滅入侵的卡斯蒂利亞敵軍，結束葡萄牙王位懸缺狀態，開創阿維斯王朝。
- 8月14日——立陶宛大公约盖拉以書面形式發表克雷沃聯合，以迎娶未成年却统治波蘭王國的女王雅德维加，同意皈依基督教。
- 有人告發李存義與其子李佑，曾同胡惟庸謀逆，朱元璋下诏免死，将他们安置在崇明。
- 郭桓案
- 匈牙利女王瑪麗亞一世與波希米亞國王溫塞斯拉斯四世的弟弟西吉斯蒙德結婚。
- 12月，克羅地亞貴族擁立卡洛三世為匈牙利國王，瑪麗亞一世被逼遜位，夫婿西吉斯蒙德逃回神聖羅馬帝國。
- 雅蓋沃以「立陶宛大公與羅斯君主及繼承人」（英語：Grand Duke of Lithuania and Lord and Heir of Rus）名義將領地與波蘭合併，建立 波蘭立陶宛聯盟。

## 出生
- 克珠杰•格勒巴桑（1438年逝世，77岁）

## 逝世
- 安德洛尼卡四世，東羅馬帝國皇帝（1348年出生，37岁）。
- 郭桓，明初戶部侍郎，「郭桓案」主角。
- 徐達，明朝開國功臣，封魏國公，明成祖朱棣仁孝文皇后之父，明仁宗朱高熾、漢王朱高煦、趙簡王朱高燧的外祖父。